# Luis Donaldo Colosio

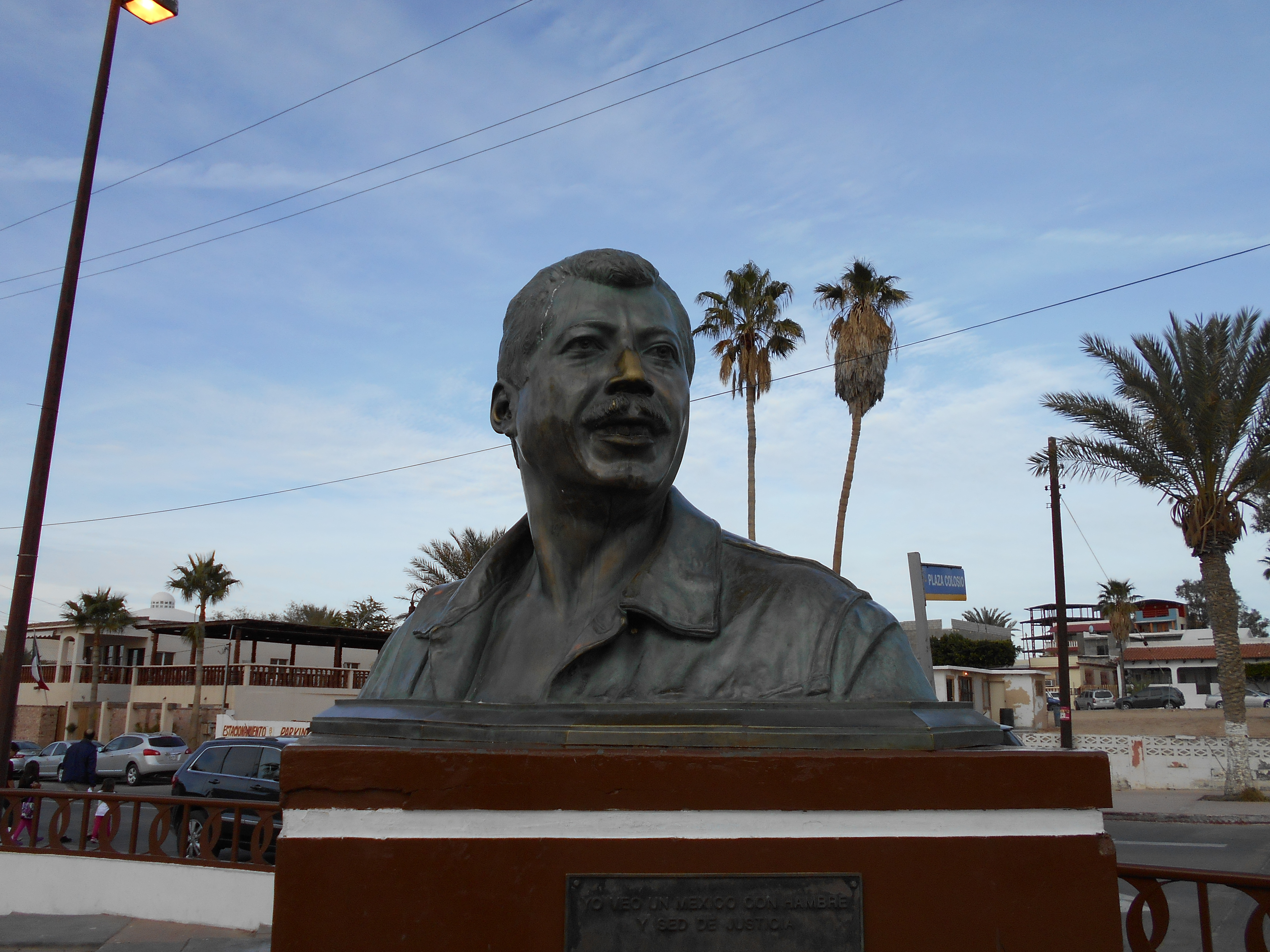
Denkmal für Luis Donaldo Colosio in Puerto Peñasco, Sonora

Luis Donaldo Colosio Murrieta (* 1. Februar 1950 in Magdalena de Kino, Sonora; † 23. März 1994 in Tijuana, Baja California) war ein mexikanischer Politiker der Partido Revolucionario Institucional (PRI), der für die Präsidentschaftswahl 1994 kandidierte. Er wurde am 23. März 1994 während eines Wahlkampfauftritts in Tijuana erschossen.

## Leben
Luis Donaldo Colosio Murrieta absolvierte bis 1972 als Stipendiat ein wirtschaftswissenschaftliches Universitätsstudium in Monterrey, das er als Jahrgangsbester abschloss. Von 1974 bis 1977 studierte er an der University of Pennsylvania, von der er einen Master in städtischer und regionaler Wirtschaftsplanung erhielt. 1985 wurde er Abgeordneter der PRI und 1988 zum Senator des Bundesstaates Sonora gewählt. 1988 führte er den Präsidentschaftswahlkampf für Carlos Salinas de Gortari. 1992 wurde er ins Regierungskabinett geholt und leitete das Ministerium für soziale Entwicklung (SEDESOL). Als er 1993 durch die PRI zum offiziellen Parteikandidaten für die Präsidentschaftswahlen mittels des traditionellen Dedazo bestimmt wurde, trat er von seinem Ministerposten zurück.
Im Wahlkampf wurde er am 23. März 1994 in Tijuana von einem Attentäter erschossen. Während in den ersten Tagen der Berichterstattung offizielle Stellungnahmen Kartelle hinter der Tat vermuteten, verbreiteten sich in der Öffentlichkeit Gerüchte um mögliche Auftragsmorde durch den parteiinternen Widersacher Colosios, Manuel Camacho Solís, und den amtierenden Präsidenten Salinas. Diese wurden unter anderem von EZLN-Ikone Subcommandante Marcos gestützt. Die Tat konnte nicht restlos aufgeklärt werden.
Luis Donaldo Colosio Murrietas Sohn wurde 2021 zum Bürgermeister von Stadt Monterrey gewählt.

## Filme
- 1994, sechsteilige Filmdokumentation von Diego Enrique Osorne (Mexiko 2019)
- Kriminalfall: Colosio (original: Historia de un Crimen: Colosio), achtteilige Serie über die Aufklärung des Attentats (Mexiko 2019)